# Дзумерка
Дзумерка или още Атаманика или Катафиди (на гръцки: Καταφίδι, Αθαμανικά или Τζουμέρκα) е планина, обхващаща североизточната част на Артенско, югоизточната част на Янинско и югозападната част на Трикалско. Планината е част от планинската верига Пинд.

## Описание
Дзумерка е най-голямата планинска верига на Пинд и на Западна Гърция. Населението покрай планината е арумънско.
Най-високият връх на Дзумерка е Какардица и се издига на височина 2429 m. Следващ по височина е Катафиди с 2393 m. В северната си част планината е почти непреходима. В Дзумерка се намира хидрографския център (като пресечна точка) на Пинд разделящ водосборните басейни на реките течащи към Егейско море, Йонийско море и Коринтския залив. От Дзумерка извират няколко от притоците на река Ахелой, разделяща Етолия от Акарнания и образуващи заедно ном Етолоакарнания, представляващ северната част (отвъд Коринтския залив) на административната област Западна Гърция.
Дължината на Дзумерка е приблизително 40 km от север на юг, а ширината ѝ е около 15 до 20 km от изток на запад. Най-пълноводната река извираща от Чумерка е Арахтос и протича на запад вливайки се в Амбракийския залив.
Дзумерка е най-южно разположената висока планинска верига, част от Пинд. На север граничи с Лакмос. Ниските части на планината са пасища или обрасли с храсти, а високите са голи и сухи без растителност. В подножието на Дзумерка се намират много села, а в самата планина има изграден ски център. Като цяло Дзумерка е проходима и осеяна с много горски и планински пътища по които се извозва добития дървен материал.
Северната част на планинската верига се нарича по най-високия си масив също така Какардица и включва освен най-високия връх на планината със своите 2429 m надморска височина, още върховете от север на юг: Катарахия (2299 m), Хала Дойти (2253 m), Чума Пластари (2188 m), Крикурас (2100 m), Фурка (2100 m), Катафиди (2098 m) и Мокрени (2007 m).
Най-високият връх в южния масив е Катафиди с надморска височина 2393 m, а други върхове са: Страгула (2107 m), Гераковуни (2211 m), Трън (2392 m) и Склава (2067 m).
От хидрографския възел на Пинд в Дзумерка се открива красива панорама към съседните планини, южен Епир и западната част на Тесалия. При ясно време от високите части на Чумерка се разкрива в цялата си красота като на длан Тесалийското поле (най-голямата равнина и житница на Гърция).